# Unschädlichkeitszeugnis
Das Unschädlichkeitszeugnis ist eine amtliche Bescheinigung zur vereinfachten Durchsetzung einer Rechtsänderung an einem Grundstück.
Das Sachenrecht verlangt regelmäßig die Bewilligung einer Rechtsänderung oder Löschung durch den oder die Berechtigten. Das Unschädlichkeitszeugnis dient hauptsächlich dazu, diese Bewilligung zu einer beabsichtigten Rechtsänderung zu ersetzen. Hierzu wird amtlich festgestellt, dass diese Rechtsänderung für die Berechtigten keine negativen Auswirkungen haben wird, also unschädlich ist.

## Rechtsgrundlagen
Das Sachenrecht ist Aufgabe des Bundesgesetzgebers und daher im Bürgerlichen Gesetzbuch geregelt. Allerdings wurde den Länder mit dem Einführungsgesetz zum Bürgerlichen Gesetzbuch durch Artikel 120 EGBGB die Regelungsmöglichkeit eröffnet. Rechtsgrundlagen für die Erteilung von Unschädlichkeitszeugnissen bilden daher entsprechende gesetzliche Vorschriften der Bundesländer. Außer Mecklenburg-Vorpommern haben alle Bundesländer die Erteilung von Unschädlichkeitszeugnissen landesgesetzlich geregelt, regelmäßig entweder als Einzelgesetze, als Teil von Ausführungsgesetzen zum BGB (AGBGB) oder als Bestandteil anderer Gesetze (meist in Gesetzen über das öffentliche Vermessungs- und Geoinformationswesen).
Im Land Berlin bezog sich das Recht für Unschädlichkeitszeugnisse bis zum Jahr 2021 noch auf drei ehemals in das Berliner Landesrecht übergeleitete Gesetze vom 3. März 1850, vom 27. Juni 1860 und vom 15. Juli 1890. Nach diesen Gesetzen konnten Unschädlichkeitszeugnisse nur zur Regelung bei Hypotheken und Reallasten ausgestellt werden. Die damals den „Auseinandersetzungsbehörden“ zugeordneten Aufgaben lagen in der Zuständigkeit der Fachbereiche Vermessung der Berliner Bezirke. Erst im Jahr 2021 wurde die Rechtsmaterie mit dem „Gesetz über Unschädlichkeitszeugnisse im Grundstücksverkehr (Unschädlichkeitszeugnisgesetz - UZG)“ im Rahmen des Artikels 4 des Gesetzes über die Modernisierung und Bereinigung von Justizgesetzen im Land Berlin vom 22. Januar 2021 (GVBl. S. 75) neu gefasst; dabei wurden die historischen Gesetze aufgehoben.

## Fallunterscheidungen
Es werden vier Fälle unterschieden:
1. die belastungsfreie Übertragung eines Grundstückteils, wenn dieser Grundstücksteil veräußert wird,
2. die Verteilung einer Reallast auf die einzelnen Grundstücksteile, wenn ein mit einer Reallast belastetes Grundstück veräußert wird,
3. die Aufhebung eines Rechts an einem Grundstück, das dem Eigentümer eines anderen Grundstücks zusteht,
4. die Befreiung von dem Recht eines Dritten an dem Entschädigungsanspruch der Gebäudeversicherung, die dem Eigentümer eines Grundstücks im Versicherungsfall zusteht.

In einzelnen Ländern der Bundesrepublik Deutschland können mit dem Unschädlichkeitszeugnis nicht alle dieser Fälle einer Lösung zugeführt werden.

## Rechtliche Ausgangssituationen

### Materielles Recht
- Nach § 875 Abs. 1 des Bürgerlichen Gesetzbuches (BGB) ist für die Aufhebung von Rechten an Grundstücken die Bewilligung der Berechtigten erforderlich. In Fällen von Grundstücksteilungen kann nach Artikel 120 Absatz 1 des Einführungsgesetzes des BGB (EGBGB) diese materiellrechtliche Bewilligung der Berechtigten durch ein Unschädlichkeitszeugnis ersetzt werden, sofern in den Bundesländern entsprechende gesetzliche Vorschriften bestehen.

- Nach § 876 Absatz 2 BGB ist für die Aufhebung von belasteten Rechten an Grundstücken, die zugunsten anderer Grundstücke bestehen, die Bewilligung der Berechtigten der Belastung erforderlich. Nach Art. 120 Absatz 2 EGBGB kann diese materiellrechtliche Bewilligung der Berechtigten der Belastung durch ein Unschädlichkeitszeugnis ersetzt werden, sofern in den Bundesländern entsprechende gesetzliche Vorschriften bestehen.

### Formelles Recht
Um die vorgenannte materiellrechtliche Bewilligung der Berechtigten auch im Grundbuch vollziehen zu können, ist zusätzlich deren formellrechtliche Bewilligung nach § 19 der Grundbuchordnung (GBO) erforderlich. Nach § 142 Abs. 2 Satz 1 GBO i. V. m. Artikel 1 Abs. 2 EGBGB ist der Artikel 120 EGBGB auch auf die Vorschriften der GBO entsprechend anzuwenden, so dass die formellrechtliche Bewilligung der Berechtigten ebenfalls durch ein Unschädlichkeitszeugnis ersetzt werden kann (§ 143 Abs. 1 Satz 1 GBO analog für Landesgrundbuchrecht).

## Zuständige Behörde
Unschädlichkeitszeugnisse werden in den Ländern der Bundesrepublik Deutschland durch die für die Führung des Liegenschaftskatasters zuständigen Behörden ausgestellt.